# エメリヤーエンコ・ヒョードル
エメリヤーエンコ・ヒョードル（露: Фёдор Емельяненко、英: Fedor Emelianenko、1976年9月28日 - ）は、ロシア の男性元総合格闘家、サンビスト、元柔道家。チーム・ヒョードル主宰。元PRIDE世界ヘビー級王者。元WAMMA世界ヘビー級王者。元リングス無差別級王者。元リングスヘビー級王者。

## 概要
柔道の国際大会で活躍したのち総合格闘技に転向、2000年にリングスの大会で来日、ヘビー級と無差別級の王座に就く。2002年のリングス休止以降はPRIDEに出場し、2003年にアントニオ・ホドリゴ・ノゲイラを下しヘビー級王座を獲得した。2004年にはヘビー級グランプリに優勝、2005年にはミルコ・クロコップを下し王座を防衛した。2007年のPRIDE消滅後は日本国外の大会に出場、2008年にはAfflictionで元UFCヘビー級王者ティム・シルビアを破りWAMMA世界ヘビー級王者となっている。その後も、2009年にはアンドレイ・アルロフスキーに勝ち、WAMMA王座の防衛に成功。2010年に敗れるまで10年間無敗という記録を作った。
PRIDE王者時代から2010年に敗れるまでは日本だけでなくアメリカなどのメディアからも「総合格闘技界最強」と評価され、多くのメディアのランキングにおいてヘビー級で世界1位にランクインしていた。
2009年にロシア政府認定の投票によりテニスのスベトラーナ・クズネツォワと共にロシアのベスト・アスリートに選ばれている。また、ロシアの長年活躍したトップアスリートだけに送られるスポーツマスターの称号を持ち、プロ格闘家として活動する傍らコンバットサンボの大会にも出場し、世界選手権で4度の優勝を果たしている。

## 来歴

### 生い立ち
1976年、ウクライナ・ソビエト社会主義共和国ルハンシク州ルビージュネに生まれた。姉1人、弟2人の4人兄弟であった。2歳の時に家族とともにロシア・ソビエト連邦社会主義共和国ベルゴロド州スタールイ・オスコルに移住し、11歳になってサンボ・柔道を始めた。1991年に高校を卒業、1994年には専門学校を卒業する（2008年にベルゴロド州立大学を卒業している）。1995年から1997年 まではロシア陸軍の消防隊と戦車軍に入隊し、曹長で兵役を終える。その後は柔道・サンボ両方の大会で活躍した（詳細は#獲得タイトルを参照）。当時は後に世界柔道選手権を制するアレクサンドル・ミハイリンとはライバル関係にあるなどヨーロッパではトップクラスの実力を有していたものの、国からの補助金が出なくなったため柔道を続けるには経済的な問題が生じていた。ヒョードルは「国の支援が続いていれば柔道を辞めずにオリンピックを目指していたかもしれない」と語っている。

### リングス
2000年初頭にニコライ・ピチコフの誘いでヴォルク・ハン率いるリングス・ロシアを見学し総合格闘技に興味を持ち、同ジムで練習を始めた。またリングスのスカウトオーディションに参加し、前田日明からバラチンスキー・スレン に次ぐ評価を受け日本大会への出場が決まった。同年5月にはリングスのロシア大会で総合格闘技デビュー。9月5日には日本大会で高田浩也と対戦、開始12秒で左右のフックでKO勝利。同年12月22日、「KING of KINGSトーナメント」の1回戦でヒカルド・アローナに延長の末、3-0の判定勝ち。同日に行われた2回戦では高阪剛と対戦するも、出会い頭に目尻をカットし、試合開始17秒でカットのためドクターストップによるTKO負けとなった。このカットは高阪の肘が偶然当たったものであり、高阪自身も後にアクシデントであったと認めている。
2001年は4月20日からヘビー級王座決定トーナメントに出場。1回戦ではケリー・ショールに勝利し 8月11日の決勝大会に進出すると、準決勝ではトーナメント本命と目されていた レナート・ババルに判定勝利、決勝では対戦相手のボビー・ホフマンが左肩脱臼のため棄権し不戦勝 となり、初代リングス世界ヘビー級王者に就いた。10月20日には無差別級王座決定トーナメントにも出場し、1回戦で柳澤龍志に、準決勝でリー・ハスデルに勝利し、決勝戦に進出。2002年2月15日の決勝戦ではクリストファー・ヘイズマンと対戦し、2度のダウンとロープエスケープでポイントアウトに追い込み、リングス2冠を達成した。なお、これがリングス最後の興行となった。

### PRIDE
リングスが活動停止となると、2002年6月23日のPRIDE.21においてPRIDE初参戦。当時パンクラス無差別級王者だったセーム・シュルトに30cmのリーチ差をものともせず、グラウンドのポジショニングで優位に立って判定勝ち、PRIDEデビューを飾った。同年11月24日のPRIDE.23では、ヒース・ヒーリングをパウンドの連打によるドクターストップでTKO勝利し、ヘビー級王座挑戦権を獲得した。
2003年3月16日、PRIDE.25にて、初代PRIDEヘビー級王者アントニオ・ホドリゴ・ノゲイラの持つタイトルに挑戦する。開始早々フックでノゲイラを吹き飛ばし、グラウンドではパウンドをまとめてダメージを与える。2R以降もテイクダウンからのパウンドで手堅くポイントを稼ぎ、3-0の判定勝ちを収め王座獲得に成功した。4月5日にはリトアニアでBUSHIDO-RINGSに参戦、エギリウス・ヴァラビーチェスに一本勝ちを収めた。同年6月8日のPRIDE.26ではノンタイトル戦で藤田和之と対戦し、直撃した藤田の右フックによってよろめくシーンを見せたが、すぐに反撃、右フック・左ミドルキックを打ち込んでダウンを奪いチョークスリーパーで一本勝ち。ヒョードルは後年（2009年）のインタビューで『私に真っ当な打撃を与えたのはこれまでで藤田だけだよ。激しい打撃だったね』と回想している。同年8月10日の「PRIDE GRANDPRIX 2003 開幕戦」ではゲーリー・グッドリッジと対戦し1R1分9秒でTKO勝ち。同年11月9日のPRIDE GRANDPRIX 2003 決勝戦はミルコ・クロコップとのヘビー級タイトルマッチが行われる予定であったが、練習中に右手を骨折したため欠場し、ミルコ対ノゲイラの暫定王者決定戦が代わりに組まれた。この年の大晦日には3つのイベントによるヒョードル争奪戦が繰り広げられ、紆余曲折を経て最終的にイノキ・ボンバイエに出場、永田裕志に勝利した。なおこれに関連して、ヒョードルは年末にロシアン・トップチームからレッドデビル・スポーツクラブに移籍し、後に、チーム代表であったウラジミール・パコージン との確執があったことを述べている。
2004年4月25日、PRIDE GRANDPRIX 2004 開幕戦のヘビー級グランプリ1回戦で2000年のPRIDEグランプリ優勝者マーク・コールマンと対戦。試合ではコールマンにテイクダウンからマウント、バックを奪われるも脱出し、その後再度タックルでテイクダウンを奪われるも下のポジションから腕ひしぎ十字固めで切り返し一本勝ちで初戦突破を果たす。同年6月20日のPRIDE GRANDPRIX 2004 2nd ROUNDの2回戦では、番狂わせでミルコを1回戦で破って勝ち上がってきたケビン・ランデルマンと対戦し、開始後スープレックスで頭から垂直にマットに叩きつけられるも、何事もなかったようにすぐにポジションを奪い返してチキンウィングアームロックを極め一本勝ち、同年8月15日のPRIDE GRANDPRIX 2004 決勝戦で行われる準決勝に駒を進める。準決勝では事前に組み合わせを決めるファン投票が行われ、最高得票を集めた小川直也との一戦が決定した。小川を柔道家として尊敬する反面、ハッスルポーズは下品だと不快感を表し、試合前の握手は小川に拒否される。試合は1ラウンド開始からパンチで攻勢に立ち、開始54秒で腕ひしぎ十字固めで一本勝ち。決勝はセルゲイ・ハリトーノフに勝利したヘビー級暫定王者アントニオ・ホドリゴ・ノゲイラとの再戦の運びとなる。試合は1ラウンド3分過ぎにグラウンドでヒョードルの額とノゲイラの頭頂部がバッティングし、ヒョードルの右眉上が切れて試合が中断。協議の結果無効試合となり、優勝者は決まらなかった。同年の大晦日、PRIDE 男祭り 2004にて行われたPRIDE GRANDPRIX 2004決勝を兼ねたPRIDEヘビー級統一王座決定戦でノゲイラと再戦し、判定勝ちを収めヘビー級王座を統一するとともにグランプリ優勝を果たした。
2005年4月3日、PRIDE 武士道 -其の六-で4年半前にプロで唯一の敗北を喫した高阪剛との再戦が組まれ、試合はテイクダウンからのパウンドでヒョードルが優勢に立ち、1ラウンド終了時にドクターストップによるTKOでリベンジを果たした。6月にはロシアのクストヴォで開かれた全ロシアコンバットサンボ選手権に出場し、100kg超級で優勝する。同年8月28日には「PRIDE GRANDPRIX 2005 決勝戦」にて2年越しにミルコ・クロコップとのヘビー級タイトルマッチが実現。試合はヒョードルは打撃で圧力をかけ続け、ミルコはバックステップでリングを回りながらの打撃で応戦するという形となった。1ラウンド前半にミルコの打撃に押される場面もあったが、それ以外は打撃で攻め立て、投げや足払いからのテイクダウン、ポジショニングでも制し判定勝ちを収め、2度目の王座防衛に成功した。大晦日に出場した「PRIDE 男祭り 2005」ではズールと対戦。パンチでダウンを奪い、パウンドの連打により1ラウンド開始26秒でタップアウト勝ち。
2006年1月26日、強力なパウンド力・パンチ力ゆえの慢性的な拳の怪我や骨折 に苦しんでいたヒョードルは、サンクトペテルブルクの病院で右拳の手術に踏み切る。続いて6月24日、同じサンクトペテルブルクの病院で、固定していた金属プレートの除去手術を受けた。この手術のため、「PRIDE無差別級GP」の1回戦と、回復次第ではシード扱いで出場する予定だった2回戦を共に欠場し、代役でヴァンダレイ・シウバが参戦した。2度に渡る拳の手術を経て、10月21日、マーク・コールマンを相手に復帰第1戦を行った。1Rは打撃で攻め立て、2Rに腕ひしぎ十字固めで一本勝ち。続いて12月31日、「PRIDE 男祭り 2006」でのヘビー級タイトルマッチでマーク・ハントと対戦し、腕ひしぎ十字固めを返されたり、アームロックで追い詰められたものの、チキンウィングアームロックで一本勝ちし、3度目の王座防衛に成功した。

### BodogFight・Affliction
2007年3月、BodogFightと契約し、同年4月14日には、地元ロシアのサンクトペテルブルク大会に凱旋出場。マット・リンドランドに腕ひしぎ十字固めで一本勝ち。同年4月にPRIDEが休止した後はUFC、BodogFight、HERO'Sなど世界中の格闘技団体がヒョードルの獲得を競っている状況であったが、2007年10月、米国の総合格闘技イベントM-1 Globalと2年6試合の契約を結んだ。ファイトマネーは1試合につき基本給が200万ドルで、これは契約金・ボーナスなどのその他報酬を含めない額であった。11月10日、チェコ共和国プラハで行われた第31回コンバットサンボ世界選手権100kg超級に出場し、4度目の世界王者となった。11月11日、ロシアの国家勲章であるピョートル大帝勲章を受章した。12月31日、「やれんのか! 大晦日! 2007」で1年振りの来日を果たしチェ・ホンマンと対戦、1Rに腕ひしぎ十字固めで一本勝ち。
2008年2月8日、全ロシアコンバットサンボ選手権100kg超級で優勝。同年2月15日にはコンバットサンボ大統領杯100kg級で優勝した。同年7月19日、アメリカ合衆国の新興MMA団体であるAfflictionの第1回大会「Affliction: Banned」において、元UFC世界ヘビー級王者で当時SHERDOGのヘビー級ランキングで4位にランクインしていたティム・シルビアと対戦。スタンドのパンチでダウンを奪うと、グラウンドでバックからチョークスリーパーを極め、開始36秒で一本勝ちし、新たに設立された総合格闘技の王座認定団体であるWorld Alliance of Mixed Martial Artsの初代世界ヘビー級王座獲得に成功した。同年11月、主演映画『第5の死刑』の撮影で、コンバットサンボのロシア代表合宿に参加できないまま11月16日の世界選手権に臨んだ。100kg超級に出場したヒョードルは過去2戦勝利していたブラゴイ・アレクサンドル・イワノフとの準決勝で投げ技でポイントを奪われ、その後打撃で攻め立てたものの5-8の判定で敗れ3位に終わった。
2009年1月24日、「Affliction: Day of Reckoning」では、元UFC世界ヘビー級王者で当時SHERDOGのヘビー級ランキングで2位にランクインしていたアンドレイ・アルロフスキーと対戦。1R3分過ぎ、跳び膝蹴りに来たアルロフスキーにカウンターで右フックを命中させ失神KO勝ちを収め、WAMMA世界ヘビー級王座の初防衛に成功した。2月21日には全ロシアコンバットサンボ選手権に出場、100kg超級で連覇を達成した。
同年4月29日、「DEEP M-1 CHALLENGE 3rd EDITION in JAPAN」で来日し、青木真也とサンボ衣着用・打撃ありのエキシビションマッチを行った。
同年8月1日、Affliction: Trilogyでジョシュ・バーネットと対戦予定であったが、ジョシュが試合前のドーピング検査で陽性反応が出たとして欠場となり、その影響で同大会は開催中止、さらにAfflictionのMMA興行からの撤退が発表された。その後、UFCとの交渉も伝えられたが、8月3日にStrikeforceと出場契約を交わしたことが発表された。後年ヒョードル自身がUFC参戦に至らなかった理由について「基本的に、私は無敗でUFCを離脱することができませんでした。私はインタビューをすることも、映画や広告の仕事もできません。UFCの合意なしでは何をする権利もありません。」と契約に理不尽を感じたことをインタビューで明確に語った。このような契約をすればロシア国内で開かれるコンバットサンボの大会に参加することも不可能になり、国民性の観点からヒョードルにとっては納得のいかない条件であった。
同年8月28日、「M-1 Global Presents Breakthrough」でゲガール・ムサシと道着ありのエキシビションマッチを行い、腕ひしぎ十字固めでタップを奪った。

### Strikeforce

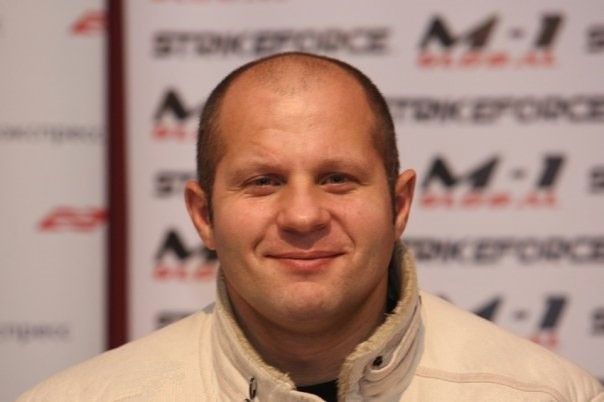
記者会見でのヒョードル

同年11月7日、Strikeforce初参戦となった「Strikeforce: Fedor vs. Rogers」で、当時SHERDOGのヘビー級ランキングで6位にランクインしていたブレット・ロジャースと対戦。ヒョードルにとってケージでの戦いは初めてであり、1R終盤にロジャースのパウンドを受けて流血したものの、2Rに強烈な右オーバーハンドフック一発でロジャースをふきとばすと追撃のパウンドにより2ラウンドTKO勝ちを収め、WAMMA世界ヘビー級王座の2度目の防衛に成功した。試合は地上波CBSによって全米に放送され546万人が視聴した。
2010年6月26日、Strikeforce: Fedor vs. Werdumでファブリシオ・ヴェウドゥムと対戦。開始早々にヒョードルのフックがかすってファブリシオが寝技に誘うように後方に倒れこみ、追撃のパウンドを浴びせようとしたところで1R1分9秒腕ひしぎ三角固めを極められ、大番狂わせのタップアウト負け。2000年の高阪剛戦以来10年ぶりの敗戦であり、高阪戦が反則技による負傷でのTKO負けであるため、実質生涯初の敗戦となった。
2011年2月12日、Strikeforce: Fedor vs. Silvaのワールドグランプリヘビー級トーナメント1回戦でアントニオ・シウバと対戦。1Rは左右のフックをふるい攻勢に出ると3分過ぎにはシウバの投げのミスを誘って上のポジションを取り、パウンドを落としつつ関節技を狙い優位に進めるも、体格差のあるシウバに対して少しずつ動きが落ちカウンターのパンチを数発受ける。2Rは開始早々からシウバにテイクダウンを奪われ、マウントポジションからのパウンド、バックチョーク、肩固め、膝十字と防戦一方になり、最後にアンクルホールドで応戦する。しかし、2R終了後、多くのパウンドを受けたことにより右目が塞がりドクターストップ。ファブリシオ戦に続き連敗を喫した。試合後、「応援ありがとう。きっと、離れる時がやってきたんだ。これが最後だ。素晴らしい時間を過ごせた」と、引退を示唆する発言を残したが、ロシアに帰国後、「私はまだ戦う」と現役続行の意志を示す発言を行った。ヒョードルを圧倒したシウバだったが、「ヒョードルはNo.1だった。今もそうだ。これからもそうだ。彼のような格闘家は二度と現れないだろう」と、長年にわたりトップの座に君臨し続けたヒョードルにたいして敬意を示した。
2011年7月30日、Strikeforce: Fedor vs. Hendersonでダン・ヘンダーソンと対戦。打撃の攻防で互角に渡り合うも寝技で下になったヘンダーソンにバックを取られパウンドでTKO負け。この試合ではストップが早かったという声も多かったが、結果的に三連敗を喫した。

### M-1 Global

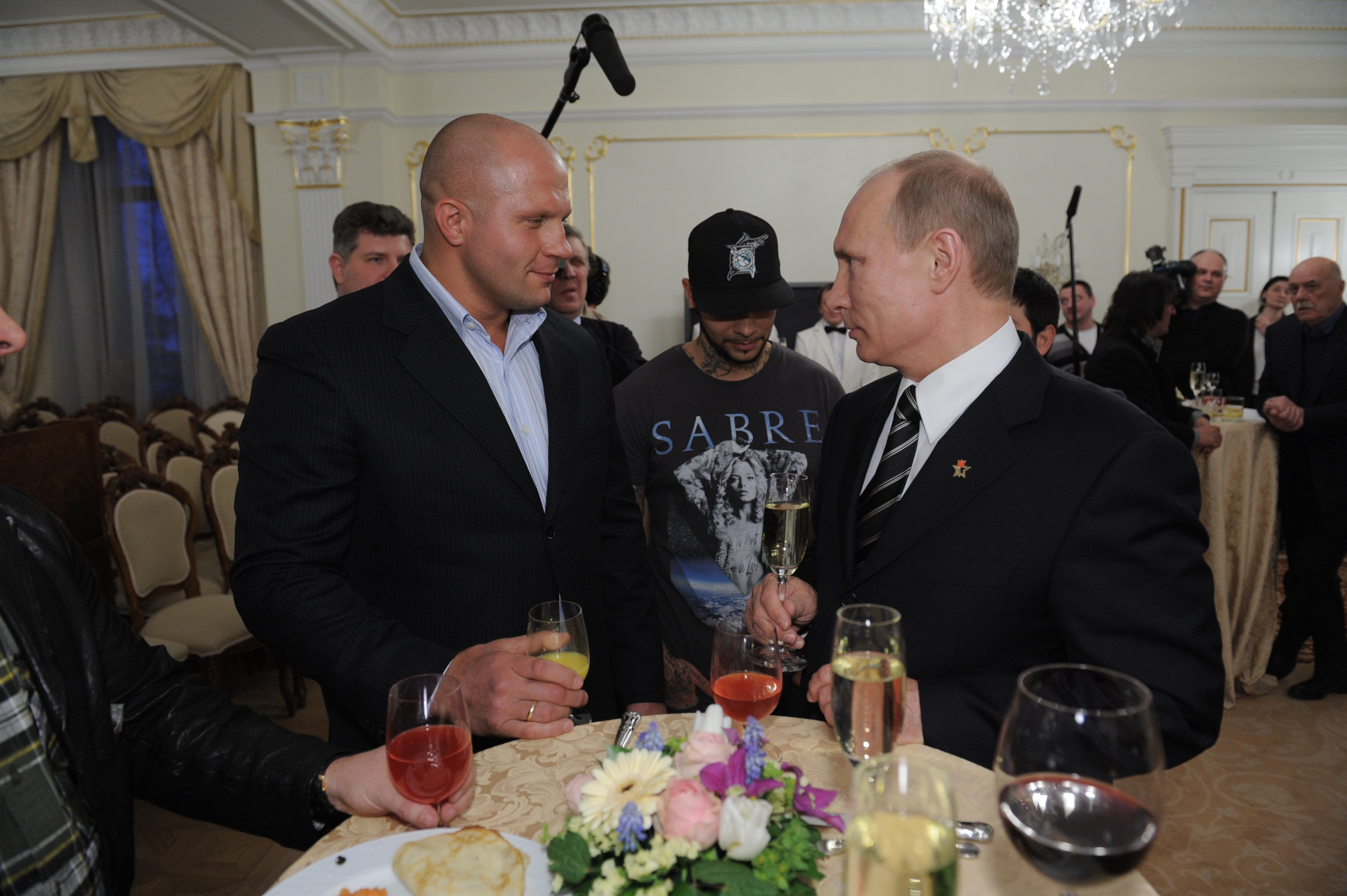
ヒョードルとウラジーミル・プーチン

2011年11月20日、母国ロシアで開催されたM-1 Globalでジェフ・モンソンと対戦し、判定勝ち。

### DREAM
2011年12月31日、4年ぶりの日本での試合。DREAMの大晦日大会『元気ですか!! 大晦日!! 2011』で石井慧と対戦し、スタンドパンチ連打で失神KO勝ち。
2012年6月21日、ロシアで開催されたM-1 Globalでペドロ・ヒーゾと対戦し、パウンドで失神KO勝ち。試合後の会見で引退を表明した。長年マネージャーだったワジム・フィンケルシュタインとはこの引退で関係を終了させている。

### 引退後
引退後はロシアスポーツ省特別補佐官とロシア格闘技連盟の代表に就任した。
2014年1月、ソチオリンピックの聖火リレーで走者を務めた。同年10月4日、日本武道館にて開催された「ロシア連邦民族・伝統武道団交流演武会」に来場した。

### 現役復帰
2015年、総合格闘技団体『RIZIN』を立ち上げを検討している榊原信行がロシアに出向き、ヒョードルと現役復帰の件を話し合った。
2015年7月15日、「スポーツ省ではスポーツの発展のために大臣たちと働き、できるだけ問題を解決しようと務めてきました。しかし今はリングに戻る時だと思っています」と、古傷も癒えトレーニングを再開したとして年内の現役復帰を示唆した。

### RIZIN
2015年9月20日、ロシアスポーツ省特別補佐官を辞任し、榊原信行が設立した新たな総合格闘技団体「RIZIN FIGHTING FEDERATION」と契約を結んだことが発表された。
2015年12月31日、3年6か月ぶりの復帰戦となったRIZIN FIGHTING WORLD GRAND-PRIX 2015 さいたま3DAYSでシング・心・ジャディブと対戦し、マウントパンチでギブアップを奪いTKO勝ち。試合前に馳浩文部科学大臣から「ロシアと日本の交流、スポーツ振興に大きな貢献」を果たしたとして記念のチャンピオンベルトを贈られた。

### Bellator
2017年6月24日、Bellator NYCでマット・ミトリオンと対戦。両者同時に右ストレートを放ち、両者が倒れてダブルノックダウンとなるも、先に立て直したミトリオンに追撃のパウンドを落とされたことで1R KO負けとなった。
2018年4月29日、Bellator 198のヘビー級ワールドグランプリ1回戦で元UFC世界ヘビー級王者のフランク・ミアと対戦。開始直後に右フックでフラッシュダウンを喫するも直ぐに立て直し、前進したミアにカウンターの左アッパーでダウンを奪い、追撃のパウンドで1R KO勝ち。グランプリ準決勝進出を果たした。
2018年10月14日、Bellator 208のヘビー級ワールドグランプリ準決勝でチェール・ソネンと対戦し、パウンドで1RTKO勝ち。グランプリ決勝進出を果たした。
2019年1月26日、Bellator 214のヘビー級ワールドグランプリ決勝戦でBellator世界ライトヘビー級王者のライアン・ベイダーと対戦し、開始直後に左フックでダウンを奪われ、パウンドで1R KO負け。グランプリ準優勝となった。
2019年12月29日、あと2試合で完全引退することを発表したことから、日本最後の試合として、RIZINサポートの元で日本開催されたBellator JAPANに出場。PRIDEファイターで元UFCライトヘビー級王者のクイントン・"ランペイジ"・ジャクソンと対戦し、1R KO勝ち。勝利者マイクで日本のファンへの感謝の気持を述べた。
2021年10月23日、母国ロシアで開催されたBellator 269でBellatorヘビー級ランキング2位のティモシー・ジョンソンと対戦し、右フックで1RKO勝ち。
2022年4月、4年間務めたロシアMMA連合監査部門の会長を辞任。会長のラドミール・ガブドゥリンがロシア格闘技界は一丸でウラジーミル・プーチン大統領に忠誠を誓うとコメントしたこともあり、同年2月より続いているロシアによるウクライナ侵略との関係も取り沙汰された。
2023年2月4日、引退試合を行い、Bellator 290のBellator世界ヘビー級タイトルマッチで王者ライアン・ベイダーに挑戦し、パウンドで1RTKO負けし、王座獲得に失敗。この試合を最後に現役を引退した。試合後のケージ内にはランディ・クートゥア、チャック・リデル、ホイス・グレイシー、ヘンゾ・グレイシー、マット・ヒューズ、マーク・コールマン、フランク・シャムロック、ジョシュ・バーネット、クイントン・"ランペイジ"・ジャクソン、チェール・ソネン等が集まった。

## ファイトスタイルと評価

### 寝技・組技に関する評価
ヒョードルのバックボーンは国際大会でも結果を残してきたサンボ・柔道である。柔道でヒョードルとの対戦経験がある小斎武志はバックボーンである組技の力が発揮されていると評価し、「あんなに力が強いロシア人とやったのは初めて」だったと証言している。グラウンドでは安定感と決定力に秀でており、持ち前の瞬発力を生かした関節技とスイープが得意である。さらに強力なパウンドで攻め立てる。ヒョードルと3度対戦したアントニオ・ホドリゴ・ノゲイラは「休んでいる時はじっとしていて、動く時は数発集中して打ってくる」 と証言しており、また「左のパンチの方が強くて焦った」と述懐している。パウンドを打つ時のボディコントロールが上手く、下からの仕掛けをことごとく制することが出来る。当然そのパンチはスタンディングの状態でも発揮され、フックはイゴール・ボブチャンチンのロシアン・フックに似た軌道を描く。この強力なパンチを武器に幾多の試合で勝利を収めて来たものの、その威力故に拳への負担が大きく、慢性的な拳の怪我に苦しむこととなった。

### 打撃に関する評価

#### 攻撃
元サンビスト・柔道家でありながら、日本での総合格闘技デビュー戦ではパンチでKO勝利と天性の物を見せていた。スタンドでの打撃は、ヘビー級では類を見ない踏み込みの早さと強力な連打を有している。2005年に対戦したキックボクシング出身のミルコ・クロコップは「打ち負けた」ことを認め、また36秒で敗れたティム・シルビアは「俺もヘビー級のトップファイターの一人だが、ヒョードルの強さには驚かされた。あいつは人間じゃない。あんなに強く殴られたことはなかった」とそのパンチ力を称えている。特に右のオーバーハンドの破壊力は非常に高くアンドレイ・アルロフスキーを一発で失神させたり、体格差のある巨漢ブレット・ロジャースを一撃で身体ごと吹き飛ばす程である。185kgあるズールをも簡単に吹き飛ばす程の破壊力とパンチ重さも見せている。またキックの威力も高く、藤田和之を左ミドルキック一発でダウンさせ、ジェフ・モンソンはヒョードルのローキックによって右足を骨折させられセコンドに抱えられたまま病院へ送られた。ミルコ・クロコップ相手にハイキックでガードごと吹き飛ばす破壊力とヘビー級離れしたスピードを見せている。

#### ディフェンス
元々圧倒的なストライカー能力により守勢に立たされる場面が少ないため、あまり目立つことがないディフェンススキルだが、その能力は高く、マーク・ハント戦では、相手のパンチをガードに頼らず、そのほとんどに空を切らせる技術を披露した。しかし、2009年1月のアンドレイ・アルロフスキー戦ではボクシングの攻防で劣勢になるシーンが見られ、アルロフスキーのコーチであるフレディ・ローチは「作戦通りに試合を支配していた。幼いミステイクが無ければ簡単な試合だった」と語っている。専門家の検証では、一分間当りに相手の打撃をもらう回数が全階級を通してトップファイターたちのなかでもヒョードルは最も低い一人である。

### 精神面その他の評価
ヘビー級では小柄な部類だが高い瞬発力と柔軟性を併せ持ち、打撃を交えながら相手をテイクダウンする一連の動きを一呼吸も置かずにワンテンポでこなす巧みさとパワーを有している。片足を取られてもテイクダウンされないバランスの良さや、相手に上に乗られた状態からの腕ひしぎ十字固めへの切り返しの早さなど、あらゆる面に優れている。また、ケビン・ランデルマンによるスープレックスを巧みな受身でダメージを抑えるなどの投げ技に対する対応力も備えている。
試合中も常に冷静で落ち着きを払うことができるのは、生まれ持っての性格によるところと本人は語っている。

### 選手からの評価
UFCヘビー級のケイン・ヴェラスケスやシェイン・カーウィン、パウンド・フォー・パウンドと称されるジョルジュ・サンピエール、BJ・ペン、ジョン・ジョーンズなどから憧れの対象とされており、格闘技の団体を問わず、多くのファイターから尊敬され、目標とされている人物である。
ヒョードルの練習パートナーでもある元K-1チャンピオンのアーネスト・ホーストは「立ち技だけの練習をすれば間違いなくK-1でもトップクラスになる」と語っている。
元ボクシング世界ヘビー級チャンピオンで長年のUFCファンであるマイク・タイソンは「歴代最強のMMAファイターはヒョードルだ」と発言している。

## 練習方法
総合格闘技に転向する前までは、ウエイトトレーニングを積極的に行い、ヘビー級の肉体を作った。軍務中も、サンボ代表チームに入っていたときもウエイトトレーニングは行っていた。ヘビー級としての肉体が完成され、総合格闘技に転向後は一時期自重を用いたトレーニングのみに切り替えていたが、現在はウエイトトレーニングを再開し、練習に取り入れているようである。

## 家族・私生活

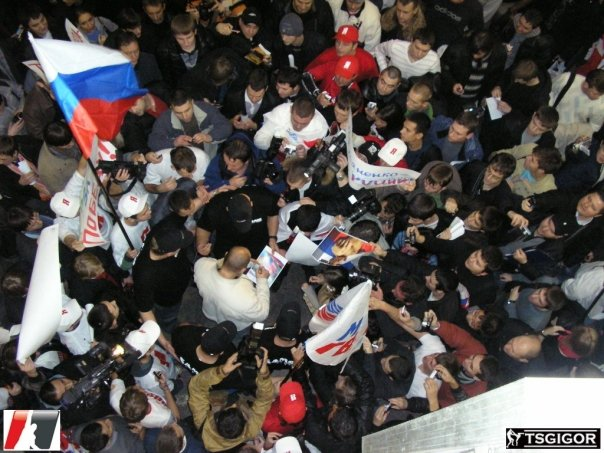
ブレット・ロジャースとの試合後、帰国したシェレメーチエヴォ国際空港でロシアファンに囲まれるヒョードル

1999年に前夫人（オクサナ・エメリヤーエンコ）と結婚し、同年に娘が誕生。その後離婚し、現夫人（マリーナ・エメリヤーエンコ）と再婚した。2007年12月29日に2人目の娘が誕生している。また、2008年には大学を卒業している。趣味は描絵・音楽鑑賞・読書で他にも遊園地のジェットコースターがお気に入りであり、来日時には試合後に富士急ハイランドなどに行くのが習慣になっているという。また宗教は正教を信仰している。
自宅があるスタールイ・オスコルでは絶大な人気がありCMにも出演している。街の看板にはヒョードルが登場し、誕生日の9月28日は「ヒョードルの日」として街中がヒョードルを祝う日となっており、試合の際は男達が家でテレビ観戦するため町中が静かになるという。ロシア全国内でも注目を集めており、北京オリンピックとソチオリンピックでロシアの聖火ランナーにも選ばれた。
普段は冷静沈着で大人しい性格であり、リングスのスタッフは「外国人選手の中では珍しく手のかからない選手として評判が良かった」と語っている。一方で弟のアレキサンダーがマフィアに入っており、弟がマフィアから抜けるというまで馬乗りで殴り続けたという一面もある。リングス在籍時の打撃コーチであるニコライ・ピチコフは「非常に複雑な性格の持ち主だった」と述懐している。
ロシア大統領ウラジーミル・プーチンは度々会場でヒョードルの試合を観戦したり、ヒョードルを官邸に招待するなど親交がある。ただ2022年4月にロシアMMA連合の監査部門会長を電撃辞任したことについては、プーチンの開始したロシアによるウクライナ侵略との関係も取り沙汰されている。
チェチェン共和国の首長、ラムザン・カディロフが創設した団体「ファイトクラブ・アフマト」が子供同士を防具を着けない状態で戦わせた事に対し、「一撃が生死に関わることもある」とヒョードルは批判した。また、子供の人権オンブズマンが調査に乗り出した。しかし、その矢先にヒョードルの次女が2016年10月、何者かによって胸部を殴打され、病院に搬送される事件が起きたが、ロシア国内ではカディロフ派が襲ったとの見方が広がった。

## 戦績
| 総合格闘技 戦績 | 総合格闘技 戦績 | 総合格闘技 戦績 | 総合格闘技 戦績 | 総合格闘技 戦績 | 総合格闘技 戦績 | 総合格闘技 戦績 |
| --------------- | --------------- | --------------- | --------------- | --------------- | --------------- | --------------- |
| 48 試合         | (T)KO           | 一本            | 判定            | その他          | 引き分け        | 無効試合        |
| 40 勝           | 16              | 15              | 8               | 1               | 0               | 2               |
| 7 敗            | 6               | 1               | 0               | 0               | 0               | 2               |

| 勝敗 | 対戦相手                             | 試合結果                                        | 大会名 | 開催年月日     |
| ×    | ライアン・ベイダー                   | 1R 2:30 TKO（パウンド）                         | Bellator 290: Bader vs. Fedor 2 【Bellator世界ヘビー級タイトルマッチ】                                        | 2023年2月4日   |
| ○    | ティモシー・ジョンソン               | 1R 1:46 KO（右フック）                          | Bellator 269: Fedor vs. Johnson                                                                               | 2021年10月23日 |
| ○    | クイントン・"ランペイジ"・ジャクソン | 1R 2:44 TKO（右ストレート）                     | BELLATOR JAPAN：Fedor vs. Rampage                                                                             | 2019年12月29日 |
| ×    | ライアン・ベイダー                   | 1R 0:35 KO（左フック→パウンド）                 | Bellator 214: Fedor vs. Bader 【Bellatorヘビー級ワールドトーナメント決勝戦】                                  | 2019年1月26日  |
| ○    | チェール・ソネン                     | 1R 4:46 TKO (パウンド)                          | Bellator 208: Fedor vs Sonnen 【Bellatorヘビー級ワールドトーナメント準決勝】                                  | 2018年10月14日 |
| ○    | フランク・ミア                       | 1R 0:48 TKO (左フック→パウンド)                 | Bellator 198: Fedor vs Mir 【Bellatorヘビー級ワールドトーナメント1回戦】                                      | 2018年4月29日  |
| ×    | マット・ミトリオン                   | 1R 1:14 KO（右フック→パウンド）                 | Bellator NYC: Sonnen vs. Silva                                                                                | 2017年6月24日  |
| ○    | ファビオ・マルドナド                 | 5分3R終了 判定2-0                               | EFN 50: Emelianenko vs. Maldonado                                                                             | 2016年6月17日  |
| ○    | シング・心・ジャディブ               | 1R 3:02 TKO（マウントパンチ）                   | RIZIN FIGHTING WORLD GRAND-PRIX 2015 さいたま3DAYS                                                            | 2015年12月31日 |
| ○    | ペドロ・ヒーゾ                       | 1R 1:24 KO（左フック→パウンド）                 | M-1 Global: Fedor vs. Rizzo                                                                                   | 2012年6月21日  |
| ○    | 石井慧                               | 1R 2:34 KO（スタンドパンチ連打）                | 元気ですか!! 大晦日!! 2011                                                                                    | 2011年12月31日 |
| ○    | ジェフ・モンソン                     | 5分3R終了 判定3-0                               | M-1 Global: Fedor vs. Monson                                                                                  | 2011年11月20日 |
| ×    | ダン・ヘンダーソン                   | 1R 4:12 TKO（右アッパー→パウンド）              | Strikeforce: Fedor vs. Henderson                                                                              | 2011年7月30日  |
| ×    | アントニオ・シウバ                   | 2R終了時 TKO（ドクターストップ）                | Strikeforce: Fedor vs. Silva 【ワールドグランプリ ヘビー級トーナメント 1回戦】                                | 2011年2月12日  |
| ×    | ファブリシオ・ヴェウドゥム           | 1R 1:09 腕ひしぎ三角固め                        | Strikeforce: Fedor vs. Werdum                                                                                 | 2010年6月26日  |
| ○    | ブレット・ロジャース                 | 2R 1:48 TKO（右オーバーハンドフック→パウンド）  | Strikeforce: Fedor vs. Rogers 【WAMMA世界ヘビー級タイトルマッチ】                                             | 2009年11月7日  |
| ○    | アンドレイ・アルロフスキー           | 2R 3:14 KO（右フック）                          | Affliction: Day of Reckoning 【WAMMA世界ヘビー級タイトルマッチ】                                              | 2009年1月24日  |
| ○    | ティム・シルビア                     | 1R 0:36 チョークスリーパー                      | Affliction: Banned 【WAMMA世界ヘビー級王座決定戦】                                                            | 2008年7月19日  |
| ○    | チェ・ホンマン                       | 1R 1:54 腕ひしぎ十字固め                        | やれんのか! 大晦日! 2007                                                                                      | 2007年12月31日 |
| ○    | マット・リンドランド                 | 1R 2:58 腕ひしぎ十字固め                        | BodogFight: Clash of the Nations                                                                              | 2007年4月14日  |
| ○    | マーク・ハント                       | 1R 8:16 チキンウィングアームロック              | PRIDE 男祭り 2006 -FUMETSU- 【PRIDE世界ヘビー級タイトルマッチ】                                               | 2006年12月31日 |
| ○    | マーク・コールマン                   | 2R 1:15 腕ひしぎ十字固め                        | PRIDE.32 "THE REAL DEAL"                                                                                      | 2006年10月21日 |
| ○    | ズール                               | 1R 0:26 ギブアップ（パウンド）                  | PRIDE 男祭り 2005 頂-ITADAKI-                                                                                 | 2005年12月31日 |
| ○    | ミルコ・クロコップ                   | 3R（10分/5分/5分）終了 判定3-0                  | PRIDE GRANDPRIX 2005 決勝戦 【PRIDE世界ヘビー級タイトルマッチ】                                               | 2005年8月28日  |
| ○    | 高阪剛                               | 1R終了時 TKO（ドクターストップ）                | PRIDE 武士道 -其の六-                                                                                         | 2005年4月3日   |
| ○    | アントニオ・ホドリゴ・ノゲイラ       | 3R（10分/5分/5分）終了 判定3-0                  | PRIDE 男祭り 2004 -SADAME- 【PRIDE世界ヘビー級統一王座決定戦】                                                | 2004年12月31日 |
| －   | アントニオ・ホドリゴ・ノゲイラ       | 1R 3:52 無効試合（偶然のバッティング）          | PRIDE GRANDPRIX 2004 決勝戦 【ヘビー級グランプリ 決勝】                                                       | 2004年8月15日  |
| ○    | 小川直也                             | 1R 0:54 腕ひしぎ十字固め                        | PRIDE GRANDPRIX 2004 決勝戦 【ヘビー級グランプリ 準決勝】                                                     | 2004年8月15日  |
| ○    | ケビン・ランデルマン                 | 1R 1:33 チキンウィングアームロック              | PRIDE GRANDPRIX 2004 2nd ROUND 【ヘビー級グランプリ 2回戦】                                                   | 2004年6月20日  |
| ○    | マーク・コールマン                   | 1R 2:11 腕ひしぎ十字固め                        | PRIDE GRANDPRIX 2004 開幕戦 【ヘビー級グランプリ 1回戦】                                                      | 2004年4月25日  |
| ○    | 永田裕志                             | 1R 1:02 TKO（パウンド）                         | INOKI BOM-BA-YE 2003 馬鹿になれ夢を持て                                                                       | 2003年12月31日 |
| ○    | ゲーリー・グッドリッジ               | 1R 1:09 TKO（パウンド）                         | PRIDE GRANDPRIX 2003 開幕戦                                                                                   | 2003年8月10日  |
| ○    | 藤田和之                             | 1R 4:17 チョークスリーパー                      | PRIDE.26 REBORN                                                                                               | 2003年6月8日   |
| ○    | エギリウス・ヴァラビーチェス         | 2R 1:13 チキンウィングアームロック              | Bushido Rings 7: Adrenalinas                                                                                  | 2003年4月5日   |
| ○    | アントニオ・ホドリゴ・ノゲイラ       | 3R（10分/5分/5分）終了 判定3-0                  | PRIDE.25 【PRIDE世界ヘビー級タイトルマッチ】                                                                  | 2003年3月16日  |
| ○    | ヒース・ヒーリング                   | 1R終了時 TKO（ドクターストップ）                | PRIDE.23 【世界ヘビー級王座次期挑戦者決定戦】                                                                 | 2002年11月24日 |
| ○    | セーム・シュルト                     | 3R（10分/5分/5分）終了 判定3-0                  | PRIDE.21 | 2002年6月23日  |
| ○    | クリストファー・ヘイズマン           | 1R 2:50 TKO（ポイントアウト）                   | リングス WORLD TITLE SERIES GRAND-FINAL 【ワールドタイトル決定トーナメント 無差別級 決勝】                    | 2002年2月15日  |
| ○    | リー・ハスデル                       | 1R 4:10 フロントチョーク                        | リングス WORLD TITLE SERIES 【ワールドタイトル決定トーナメント 無差別級 準決勝】                              | 2001年12月21日 |
| ○    | 柳澤龍志                             | 5分3R終了 判定3-0                               | リングス WORLD TITLE SERIES 【ワールドタイトル決定トーナメント 無差別級 1回戦】                               | 2001年10月20日 |
| ○    | レナート・ババル                     | 5分2R終了 判定3-0                               | リングス WORLD TITLE SERIES 〜旗揚げ10周年記念特別興行〜 【ワールドタイトル決定トーナメント ヘビー級 準決勝】 | 2001年8月11日  |
| ○    | ケリー・ショール                     | 1R 1:47 腕ひしぎ十字固め                        | リングス 10th ANNIVERSARY WORLD TITLE SERIES 【ワールドタイトル決定トーナメント ヘビー級 1回戦】              | 2001年4月20日  |
| ○    | ミハイル・アポストロフ               | 1R 1:03 チョークスリーパー                      | Rings Russia: Russia vs. Bulgaria                                                                             | 2001年4月6日   |
| ×    | 高阪剛                               | 1R 0:17 TKO（偶発的な肘によるドクターストップ） | リングス KING of KINGS Bブロック 【2回戦】                                                                    | 2000年12月22日 |
| ○    | ヒカルド・アローナ                   | 5分2R+延長1R終了 判定3-0                        | リングス KING of KINGS Bブロック 【1回戦】                                                                    | 2000年12月22日 |
| ○    | 高田浩也                             | 1R 0:12 KO（スタンドパンチ連打）                | リングス BATTLE GENESIS Vol.6                                                                                 | 2000年9月5日   |
| ○    | レヴォン・ラグヴィラーヴァ           | 1R 7:24 チョークスリーパー                      | Rings Russia: Russia vs. Georgia                                                                              | 2000年8月16日  |
| ○    | マルティン・ラザロフ                 | 1R 2:24 フロントチョーク                        | Rings Russia: Russia vs. Bulgaria                                                                             | 2000年5月21日  |

## 獲得タイトル

### 柔道
- 全ロシア柔道選手権 優勝（1996年）[1][96]
- ロシア国際トーナメント 優勝（1997年）[6]
- 全ロシア柔道選手権 優勝（1998年）[6]
- ロシア国際柔道選手権 100kg級 3位（1999年1月24日、 モスクワ）[† 10][8]
- ブルガリア国際柔道選手権 100kg級 3位（1999年2月7日、 ソフィア）

### スポーツサンボ
- Aクラス国際トーナメント 優勝（1998年、 モスクワ）[6]
- ロシア軍スポーツサンボ選手権 重量級 優勝・無差別級 準優勝（1998年）[6]
- モスクワ国際トーナメント 優勝（1999年、 モスクワ）[6]
- Aクラス国際トーナメント 3位（1999年、 モスクワ・ソフィア）[6]
- 全ロシアスポーツサンボ選手権 3位（2000年）[6]

### コンバットサンボ
- 世界コンバットサンボ選手権 100kg超級 優勝（2002年、 テッサロニキ）[6]
- 世界サンボ選手権 コンバットサンボ 100kg超級 優勝（2002年、）[6]
- 世界サンボ選手権 コンバットサンボ 100kg超級 優勝（2005年10月20日-24日、 プラハ）[97]
- 世界サンボ選手権 コンバットサンボ 100kg超級 優勝（2007年11月7日-10日、 プラハ）[45]
- 世界サンボ選手権 コンバットサンボ 100kg超級 3位（2008年11月13日-17日、 サンクトペテルブルク）[98]
- 全ロシアコンバットサンボ選手権 優勝（2002年、 モスクワ）[6]
- 全ロシアコンバットサンボ選手権 100kg超級 優勝（2005年、 クストヴォ）[6][99]
- 全ロシアコンバットサンボ選手権 100kg超級 優勝（2008年2月8日）[48]
- 全ロシアコンバットサンボ選手権 100kg超級 優勝（2009年2月21日、 クストヴォ）[53]
- ロシア大統領杯 100kg超級 優勝（2008年2月14日-16日、 モスクワ）[100]

### プロ総合格闘技
- RINGSワールドタイトル決定トーナメント ヘビー級 優勝（2001年）
- 初代RINGSヘビー級王座（2001年）[15]
- RINGSワールドタイトル決定トーナメント 無差別級 優勝（2002年）
- 第5代RINGS無差別級王座（2002年）[18]
- 第2代PRIDE世界ヘビー級王座（2003年）[21]
- PRIDE GRANDPRIX 2004 優勝（2004年）[32]
- 初代WAMMA世界ヘビー級王座（2008年）[51]

## 表彰
- コンバットサンボ スポーツマスター
- 柔道 スポーツマスター
- ピョートル大帝勲章（2007年）
- スポーツ・イラストレイテッド
  - ファイター・オブ・ザ・ディケイド（2000年から2010年の間の最優秀選手）
  - ファイト・オブ・ザ・ディケイド（2000年から2010年の間の最高試合：ミルコ・クロコップ戦/2005年）
  - ノックアウト・オブ・ザ・イヤー（2009年：アンドレイ・アルロフスキー戦）
- Yahoo Sports
  - ファイト・オブ・ザ・ディケイド（2000年から2010年の間の最高試合：ミルコ・クロコップ戦/2005年）
- Bleacher Report
  - ファイター・オブ・ザ・ディケイド（2000年から2010年の間の最優秀選手）
  - ヘビーウェイト・オブ・ザ・ディケイド（2000年から2010年の間のヘビー級最優秀選手）
- MMAFighting
  - ファイター・オブ・ザ・ディケイド（2000年から2010年の間の最優秀選手）
  - ファイト・オブ・ザ・イヤー（2005年/ミルコ・クロコップ戦）
- 日刊バトル大賞 格闘技部門MVP（2012年）

## 出演

### 映画
- コマンド・フォース（英語版） The 5th Execution (2010年)

### テレビ
- ロシア語講座
- 世界行ってみたらホントはこんなトコだった!?
- クイズタレント名鑑